# Альфред Мюллер-Армак
Альфред Мюллер-Армак (нім. Alfred Müller-Armack) (Ессен, 28 червня 1901—Кельн, 16 березня 1978) — німецький економіст і політик.
Професор економіки університету Мюнстера і Кельнського університету.
Мюллер-Армак увів у науковий обіг термін «соціально-ринкова економіка» в 1946.
Альфред Мюллер-Армак — один з ключових діячів Кельнської школи економістів.
Після 1952 р. працював у міністерстві економіки.